# Droga do Yellow Sky
Droga do Yellow Sky (tytuł oryg. Yellow Sky) – amerykański western z 1949 w reżyserii Williama A. Wellmana z Gregorym Peckiem, Richardem Widmarkiem i Anne Baxter w rolach głównych. Film jest ekranizacją powieści Burza Williama Shakespeare’a. 

## Obsada
- Gregory Peck – James „Stretch” Dawson
- Anne Baxter – „Mike” (Constance Mae)
- Richard Widmark – Dude
- Robert Arthur – Bull Run
- John Rusell – Lengthy
- Harry Morgan – Half Pint
- James Barton – Grandpa
- Charles Kemper – Walrus

## Produkcja
Film kręcono w Lose Pine, Parku Narodowym Doliny Śmierci oraz nad jeziorem Owens w Kalifornia, Stany Zjednoczone.

## Nagrody
- Nagroda Gildii Amerykańskich Scenarzystów za najlepszy scenariusz westernu – Lamar Trotti